# HammerFall
HammerFall és un grup de Power Metal èpic provinent de Göteborg (Suècia), format l'any 1993. Aquest grup és influenciat per Helloween i Stratovarius, entre d'altres citats pel grup en diverses entrevistes.

## Biografia
Oscar Dronjak crea la banda Desecrator que posteriorment es va anomenar Ceremonial Oath que era d'un estil clarament de Death Metal. L'any 1996 es dedica a prendre un altre rumb, el Heavy/Power Metal. No van trigar a posar-li nom al grup així, va sorgir HammerFall. Després d'això es contacta amb el seu amic Jesper Strömblad per al treball amb les guitarres, l'accepta però contínua en el grup Crystal Age i els incipients In Flames. Així van arribar músics nous Niklas Sundin, en les guitarres i Mikael Stanne en la veu, ambdós integrants de Dark Tranquillity, a més de Johan Larsson.
El primer tall que aquesta banda assoleix crear, és el ja clàssic per a la banda Steel Meets Steel. Els projectes dels membres de Hammerfall impedien que tinguessin el temps necessari d'assaig. A més a Suècia l'estil més popular era el death metal de Göteborg, cosa que els impedia participar en concursos de bandes de rock, com el "Rockslaget". Temps després, Niklas i Johan van decidir dedicar-se a les seves bandes i deixar HammerFall. Les substitucions van ser Glenn Ljungström (In Flames) i Fredrik Larsson (Crystal Age). Quan van competir en el "Rockslaget" la banda interpreto Steel Meets Steel, a més d'HammerFall i el clàssic dels danesos Pretty Maids "Red, Hot and Ready". Quan van aconseguir arribar a semifinals, en 1996, Hammerfall va impactar amb el famós Steel Meets Steel, la seva nova Unchained i l'himne d'himnes, Breaking the Law, de Judas Priest.
Però el vocalista de la banda Mikael Stanne va decidir dedicar-se totalment a "Dark Tranquillity" i de pas no va participar en les finals del concurs. Després d'un temps es van decidir per Joacim Cans, que els va impressionar després d'uns assajos, així i tot la banda no va assolir arribar a la final però dues dels seus temes van ser gravats en vídeos, que van ser enviats a Roel van Reijmersdal, propietari del segell holandès "Vic Records", el qual va quedar impressionat per la qualitat de la banda, i immediatament van signar un contracte per a gravar.
Així en 1997 HammerFall edita el disc "Glory to the brave" que va definir l'estil de la banda, l'agressivitat, la potència, i els cors greus. Sent els millors temes HammerFall, The Drac Lies Bleeding i Steel Meets Steel.
L'èxit no va trigar a arribar, cosa que els integrants no podien creure, així van prendre la decisió de dedicar-se més a "In Flames".
Més tard la companyia germana Nuclear Blast va mostrar gran interès en la banda, i van romandre units pels pròxims quatre discos i van pactar la llicència de "Glory to the brave", així va ser com Hammerfall va aconseguir convertir-se en una de les grans bandes de Heavy/Power Metal Europeu i de pas massificar l'estil a Suècia que àdhuc estava dominada pel Death metal de Gothenburg. Per a ampliar-se internacionalment la banda va decidir gravar dos vídeos, i van gravar els clips HammerFall i Glory to the Brave. Després que el disc Glory to the Barve es distribuís en les discogràfiques es va convertir ràpidament en el disc del mes per alguns fanzines alemanys, aconseguint el lloc 38è en els charts alemanys, el més alt al que ha arribat un primer àlbum de Heavy Metal fins a aquest moment, i el disc seria un èxit, aconseguint a vendre més de 100.000 còpies en el món.
En 1997 Hammerfall va assolir actuar en el famós festival Wacken Open Air, davant més de 15.000 persones i compartint escenari amb bandes com Gamma Ray o Virgin Steele.
Ràpidament van aconseguir llançar el seu segon àlbum, dit "Legacy Of Kings"(1998), el quin va ser compost per Cans, Dronjak i Jesper Strömblad, els principals temes van ser Legacy Of Kings, Heeding The Call o Let The Hammer Fall. Hammerfall va ratificar el seu èxit en una gira mundial, visitant llocs com Japó, el Dynamo Open Air a Holanda i l'Amèrica del Sud, on es van presentar a Brasil, Argentina i Xile, presentació en Estadi Víctor Jara, a l'abril de 1999, al costat dels seus connacionals d'Arch Enemy i els osornins d'Epsilon. Però va anar en aquest últim concert a Xile, en el qual va sorgir el problema de la no presentació de la banda Deicide, va provocar que toquessin per més d'hora i mitjana, i solament havien de presentar-se per 50 minuts, el que els va obligar a realitzar tots i cadascun dels seus temes havent de realitzar cover d'altres bandes com "Man On The Silver Mountain", de Rainbow aquesta vegada amb AC, ex-bateria de Running Wild, com bateria, i "Breaking The Law" de Judas Priest, amb Oskar Dronjak en les veus i Joacim Cans a la bateria.
Però la gira va portar més problemes, perquè el bateria Patrik Räfling, va abandonar la banda, el substitut va ser Anders Johansson el qual va ser proposat per Magnus Rosén qui eren grans amics. A més Johansson ha participat en més de cent discos al llarg de la seva carrera acompanyant a músics tan importants com Yngwie J. Malmsteen, el seu mateix germà Jens Johansson de Stratovarius i fins i tot al costat de Magnus Rosén en 1993 en la seva banda "Billionaires Boys' Club". Va passar a ser el bateria oficial a l'agost de 1999.
Hammerfall també va participar en tributs a altres bandes de heavy Metal, gravant el tema Man On A Silver Mountain de Rainbow amb la participació d'AC, a més van gravar Head Over Heels, del disc "Balls To The Wall" d'Accept amb les veus d'Udo Dirkschneider també d'Accept i finalment van gravar el famós tema d'Helloween "I want out", amb Dirk Schlächter i Kai Hansen (Gamma Ray), convertint-ho en un single. L'any va finalitzar molt bé per a la banda, tocant en festivals com el Gods Of Metal a Milà, Itàlia, o l'Eurometal '99 a Espanya.
En l'any 2000 van publicar el seu nou treball denominat "Renegade", els seus principals temes van ser Templars Of Steel, Keep The Flame Burning o The Way Of The Warrior, en un disc de gran quantitat però tal vegada menys contundent.
L'any 2002 va ser publicat el seu quart treball en els seus estudis, denominat Crimson Thunder, i aquest mateix any llançarien el video de "Hearts on fire", però va ser retardat per l'agressió de Joacim Cans, en un bar de Gothenburg per un fan de Black metal, el que gairebé fa que perdés un ull, però el vídeo de Hearts of Fire va ser publicat al costat d'un cover de "We're Gonna make It" de l'àlbum "You Can't Stop Rock and Roll" de l'any 1983 de Twisted Sister i la versió en viu de "Heeding The Call".
Xile, Argentina, Brasil i Mèxic estaven presents en la pròxima gira de la banda a realitzar-se a l'Amèrica del Sud. Aquesta gira va ser esperada amb gran expectació per tots i va complir amb l'esperat, ja que es va transformar en una de les millors presentacions de la banda fins a aquest moment. Després d'això van seguir més presentacions aquesta vegada en el The Bang Your Head Festival en Balingen, Alemanya, The Master Of The Rock en Vizovice, República Txeca i Metal Mania a Albacete, Espanya, tocant amb bandes com Iron Maiden, Slayer, DIO, Twisted Sister, Stratovarius i U.D.O.
Però aquesta sèrie de concerts es va veure interromputs per l'accident que va sofrir Oscar quan, amb la motocicleta, va xocar amb una camioneta, ocasionant això que es trenqués el braç esquerre i obligant a la banda a cancel·lar els tres esdeveniments següents.
Mentre Oscar es recuperava, Joacim es preocupava del seu projecte solista, Stefan estava concentrat a treure la seva llicència de pilot i Magnus i Anders van continuar amb els seus projectes aparti. Oscar es va reintegrar a la guitarra ràpidament, començant a practicar després de la seva operació de 10 hores.
Recentment el guitarrista Stefan Elgrem va abandonar la banda a causa que una aerolínia li va oferir un lloc com a pilot. Malgrat que el guitarra ho va meditar molt, no va poder compaginar el grup amb la seva nova ocupació. Actualment Hammerfall es troba buscant ocupant per al lloc, encara que de moment existeixen dubtes de qui pot ser.

### No Sacrifice, No Victory
L'últim disc d'estudi de HammerFall, No Sacrifice, No Victory, va ser publicat al Regne Unit el 23 febrer de 2009, i consisteix en onze cançons:
1. Any Means Neccessary

2. Life is Now

3. Punish and Enslave

4. Legion

5. Between Two Worlds

6. Hallowed By My Name

7. Something For The Ages

8. No Sacrifice, No Victory

9. Bring The Hammer Down

10. One Of A Kind

11. My Sharona

### Membres

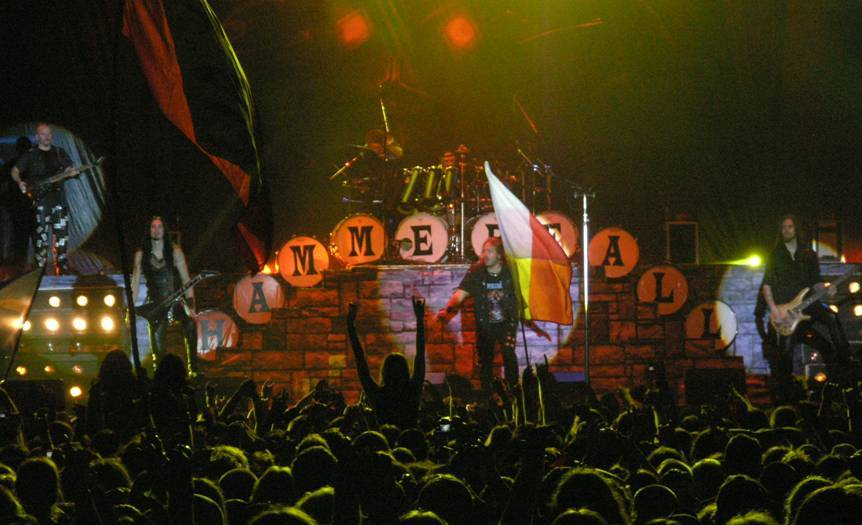
HammerFall al Masters of Rock 2007. (d'esquerra a dreta) Elmgren, Dronjak, Johansson, Cans i Larsson.

- Joacim Cans - Veus
- Oscar Dronjak - Guitarra, Cors
- Fredrik Larsson - Baix
- Anders Johansson - Bateria
- Pontus Norgren - guitarra

### Ex-membres
- Mikael Stanne - Veus (1993-1996)
- Glenn Ljungström - Guitarra (1995-1997)
- Niklas Sundin - Guitarra (1993-1995)
- Magnus Rosen Baix (1993-2007)
- Jesper Strömblad - Guitarra (1993-1996)
- Patrik Räfling - Bateria (1997-1999)
- Stefan Elgren - Guitarra (1999-2008)

## Discografia

### Àlbums
- Glory to the Brave (1997)
- Legacy of Kings (1998)
- Renegade (2000)
- Crimson Thunder (2002) (Àlbum en directe)
- One Crimson Night (2003)
- Chapter V: Unbent, Unbowed, Unbroken (2005)
- Threshold (2006)
- Steel Meets Steel - Ten Years Of Glory (2007) (Àlbum recopilatori)
- Masterpieces (2008) (Àlbum recopilatori)
- No Sacrifice, No Victory  (2009)
- Infected  (2011)
- (r)Evolution  (2014)
- Built to Last  (2016)

### Singles
- Glory to the Brave (1997)
- Heeding the Call (1998)
- I Want Out(Tribut a Helloween i cooperació de Kai Hansen)(1999)
- Always Will Be (2000)
- Renegade (2000)
- Hearts on Fire (2002)
- Blood Bound (2005)
- Natural High (2006)
- The Fire Burns Forever (2006)
- Last Man Standing (2007)

### DVDs
- The First Crusade (1999)
- The Templar Renegade Crusades (2002)
- Hearts On Fire (2002)
- One Crimson Night (2003)
- Rebels With a Cause (2008)
- Gates of Dalhalla (2012)